# Sete Quedas
Sete Quedas är en kommun i Brasilien.   Den ligger i delstaten Mato Grosso do Sul, i den södra delen av landet, 1 200 km sydväst om huvudstaden Brasília. Antalet invånare är 10 780.
Trakten runt Sete Quedas består i huvudsak av gräsmarker. Runt Sete Quedas är det glesbefolkat, med 10 invånare per kvadratkilometer.